# Victor Del Litto
 (août 2011).
Si vous disposez d'ouvrages ou d'articles de référence ou si vous connaissez des sites web de qualité traitant du thème abordé ici, merci de compléter l'article en donnant les références utiles à sa vérifiabilité et en les liant à la section « Notes et références ».
Victor Del Litto, né à Rome le 1er janvier 1911 et mort le 9 août 2004 à Grenoble, est un universitaire français d'origine italienne, éminent spécialiste de Stendhal.

## Biographie
Arrivé en France avec ses parents à l'âge de 10 ans, il s'installe à Grenoble en 1930, ville de naissance de Stendhal. À la fin des années 1930, il rencontre Henri Martineau, le libraire-éditeur du Divan, promoteur et éditeur de Stendhal. À la mort de Martineau en 1958, Victor Del Litto reprend le flambeau. Il publie ainsi les cinquante volumes de l'édition des Œuvres complètes au Cercle du bibliophile (1967-1973), puis les quatre ensembles dans la Pléiade : Correspondance, Œuvres intimes, Voyages en Italie et Voyages en France.
En créant l'association des Amis de Stendhal en 1962, qui succède au Divan d'Henri Martineau, il révèle de nombreux inédits de Stendhal.
Il fut professeur de littérature comparée à Grenoble à partir de 1957 et doyen de la Faculté des Lettres (1968).
Le lundi 3 octobre 2005, la Société des écrivains Dauphinois en partenariat avec l’Association Stendhal, a organisé, dans la grande salle de la mairie de Grenoble, une rencontre consacrée à la mémoire de Victor Del Litto, décédé au mois d’août 2004 après toute une vie vouée à Stendhal. Les interventions de Paul Hamon, Gérald Rannaud, Gérard Luciani, Roger Bellon, Yves Armand et Marie-Rose Corrédor ont porté sur divers aspects de la carrière de Victor Del Litto.
Brillant universitaire, déchiffreur de manuscrits stendhaliens, éditeur avisé des œuvres de Stendhal et directeur du Stendhal Club, revue de renom international, Victor Del Litto fut aussi un animateur infatigable de la vie associative grenobloise.
À partir de 1983, année du bicentenaire de la naissance de Stendhal, Victor Del Litto s’est consacré à faire vivre la Maison Stendhal, qui est l’ancien appartement du Dr Henri Gagnon, grand-père de l’écrivain. C’est avec beaucoup d’acharnement que Victor Del Litto a tout mis en œuvre pour que cette Maison Stendhal devienne un lieu de rencontres et d’échanges pour les Grenoblois et les touristes. Cette époque, de courte durée, a constitué l’essentiel de l’activité de Victor Del Litto après sa retraite.

## Œuvres
- Stendhal, 1955
- En marge des manuscrits de Stendhal, Paris, Presses universitaires de France, 1955, prix Paul-Teissonnière de l’Académie française en 1958
- La Vie intellectuelle de Stendhal, Slatkine, 1959, prix Bordin de l’Académie française en 1960
- Stendhal, Correspondance, Honoré Champion, 1963
- Album Stendhal, Bibliothèque de la Pléiade, éditions Gallimard, 1966
- La Création romanesque chez Stendhal, Droz, 1985